# Tiaris olivaceus
El semillero tomeguín (Tiaris olivaceus) es una especie de ave paseriforme de la familia Thraupidae, actualmente la única del género Tiaris. Es nativo de México, Centroamérica, Caribe y noroeste de Sudamérica.

## Nombres comunes
Se le denomina también tomeguín de la tierra (en Cuba), semillero o semillerito cariamarillo (en Costa Rica, Panamá, Ecuador, Nicaragua), barba de oro (en Colombia), cigüita de hierba (en la República Dominicana), semillerito coroniamarillo (en Honduras), semillero oliváceo (en México), gorrión barba amarilla o chamorro bello (en Puerto Rico), tordillo coloradito o tordillo yerbero (en Venezuela).

## Distribución y hábitat
Se distribuye desde el noreste de México por la pendiente del Golfo, hacia el sureste, por Belice, Guatemala, El Salvador, Nicaragua, Costa Rica y Panamá; en los valles del Cauca y del Magdalena y en la pendiente del Pacífico de Colombia hacia el sur hasta el noroeste de Ecuador, y hacia el norte hasta el noroeste de Venezuela (Táchira y Mérida); en el Caribe está presente en Cuba, Jamaica, República Dominicana, Haití, Puerto Rico, Islas Caimán, Bahamas, Islas Turcas y Caicos y en islas menores del litoral sureste de Estados Unidos. Registrado como vagante en Florida y sur de Texas, en los Estados Unidos.
Esta especie es considerada común en sus hábitats naturales: las áreas semiabiertas de pastizales, sabanas y matorrales, en altitudes entre 500 y 2400 m. En Cuba es común en casi todo el país, desde el nivel del mar hasta elevaciones medianas, y en algunos casos puede encontrarse incluso cerca de los asentamientos humanos.

## Descripción
Mide entre 10 y 11 cm de longitud y pesa entre 8 y 10 g. El dorso es de color verde oliva y el vientre grisáceo. El pico es cónico; los ojos castaño oscuro. El macho presenta pico gris oscuro y sobre él y los ojos a modo de cejas, dos manchas color amarillo encendido a anaranjadas y en la garganta una gran mancha del mismo color. La parte superior del pecho es negruzca, color que se expande con la edad. Las patas son grises. La hembra es un poco más pequeña que el macho; presenta las “cejas” anaranjadas y en su garganta la mancha es más pequeña y de color amarillo; la parte inferior del pico es clara; el dorso es gris con tonos oliváceos, el vientre gris claro a blancuzco con manchas grises parduzco en el pecho. El inmaduro se parece a la hembra pero con el amarillo de las cejas y la garganta aún más pálido.

## Comportamiento
Anda en parejas escasas o en grupos dispersos, algunas veces asociados con otros semilleros, forrajea principalmente en pastizales, muchas veces doblando los tallos al colgarse para obtener las semillas.

### Alimentación
Su dieta consiste de semillas gramíneas, pequeños frutos y retoños.

### Reproducción
Anida a lo largo de todo el año. El nido es globular con entrada lateral, construido con pajas, fibras, raicillas y pelos. La puesta es de dos a cuatro huevos blancuzcos algo azulados que en el extremo más grueso tienen manchas moradas y castañas.

### Vocalización
El canto es un descolorido trinado fino, por ej. «tii-ii-ii-ii».

## Sistemática

### Descripción original
La especie T. olivaceus fue descrita por primera vez por el naturalista sueco Carlos Linneo en 1766 bajo el nombre científico Motacilla olivacea; su localidad tipo es: «Dominica, error, enmendado posteriormente para La Española».
El género Tiaris fue propuesto por el ornitólogo británico William Swainson en 1827, la especie tipo designada fue Tiaris pusillus Swainson, 1827, actualmente la subespecie Tiaris olivaceus pusillus; por designación subsiguiente la especie tipo es Emberiza olivacea = Tiaris olivaceus.

### Etimología
El nombre genérico masculino Tiaris proviene del griego y significa ‘tiara’; y el nombre de la especie «olivaceus» proviene del latín y significa ‘oliváceo’, ‘de color verde oliva’.

### Taxonomía
Los datos genéticos de Burns et al. (2002, 2003) suministraron un fuerte soporte para un grupo monofilético formado por Coereba, Tiaris, y los pinzones de Galápagos (Certhidea, Platyspiza, Camarhynchus y Geospiza, e incluyendo Pinaroloxias), así como también los géneros caribeños Euneornis, Loxigilla, Loxipasser, Melanospiza y Melopyrrha anteriormente todos colocados en Emberizidae; este grupo aparecía embutido dentro del linaje de los tráupidos. En la Propuesta N° 126 al Comité de Clasificación de Sudamérica (SACC) se aprobó mover Coereba junto a Tiaris y los pinzones de Galápagos, temporariamente en una categoría incertae sedis.
Inicialmente colocado en Fringillidae y durante décadas colocado en la familia Emberizidae, el género Tiaris fue transferido para Thraupidae con base en diversos estudios genéticos, citando Burns et al. (2002, 2003); y Klicka et al. (2007)  La Propuesta N° 512 al SACC de noviembre de 2011, aprobó la transferencia de diversos géneros (entre los cuales Tiaris) de Emberizidae para Thraupidae.
Finalmente, los estudios de Barker et al. (2013) y Burns et al. (2014) confirmaron fuertemente la monofilia del clado descrito más arriba y propusieron el nombre de una subfamilia Coerebinae, para designarlo, y su inclusión en la familia Thraupidae, posición que es actualmente seguida por todas las clasificaciones. 
Con base en amplios estudios filogenéticos realizados en los años 2010, que encontraron que la presente especie no era ni cercanamente relacionada con las especies antes contenidas en Tiaris, Burns et al. (2016) propusieron transferir las especies Tiaris fuliginosus y Tiaris obscurus para un nuevo género Asemospiza; Tiaris bicolor para el género Melanospiza y Tiaris canorus para un género monotípico resucitado Phonipara. Los cambios taxonómicos fueron aprobados por el SACC en la Propuesta N° 730 parte 4, con lo cual el presente género quedó monotípico.

### Subespecies
Según las clasificaciones del Congreso Ornitológico Internacional (IOC) y Clements Checklist/eBird v.2019 se reconocen cinco subespecies, con su correspondiente distribución geográfica:
- Tiaris olivaceus pusillus Swainson, 1827 – desde las tierras bajas del Golfo del este de México, hasta Venezuela y Ecuador.
- Tiaris olivaceus intermedius (Ridgway), 1885 – isla Cozumel e isla Holbox (litoral de la Península de Yucatán).
- Tiaris olivaceus ravidus Wetmore, 1957 – isla Coiba, Panamá.
- Tiaris olivaceus olivaceus (Linnaeus), 1766 – Cuba, isla de Pinos, Jamaica, Islas Caimán y La Española.
- Tiaris olivaceus bryanti (Ridgway), 1898 – Puerto Rico.